# Lemme d'Artin-Rees
Le lemme d'Artin-Rees (aussi connu sous le nom de « théorème d'Artin-Rees ») est un théorème d'algèbre commutative, qui sert notamment à démontrer la propriété de platitude de la complétion (en) des modules de type fini sur un anneau noethérien. Le théorème d'intersection de Krull s'en déduit.

## Énoncés
Le lemme s'énonce comme suit.
Lemme d'Artin-Rees — Soient A un anneau commutatif noethérien, I un idéal de A, M un A-module de type fini, et N un sous-module de M. Alors il existe un entier k tel que 
On en déduit le théorème suivant.
Théorème d'intersection de Krull — Soient A un anneau commutatif noethérien, I un idéal de A, et M un A-module de type fini. Alors l'intersection 
est égale à l'ensemble des {\displaystyle x\in M} tels que {\displaystyle (1-\alpha )x=0\,} pour un certain {\displaystyle \alpha \in I}. De plus, il existe un tel α indépendant de ces {\displaystyle x}.

## Corollaires
Les deux corollaires suivants se déduisent immédiatement, respectivement, du lemme d'Artin-Rees et du théorème d'intersection de Krull.
Corollaire 1 — Soient A un anneau commutatif noethérien et I, J deux idéaux de A. Alors il existe un entier h tel que 
Corollaire 2 — Soient A un anneau commutatif noethérien et I un idéal de A. Alors l'intersection
est nulle si et seulement si aucun élément de 1+I n'est diviseur de zéro dans A.
En particulier,
- si I est contenu dans le radical de Jacobson de A alors l'intersection est nulle ;
- lorsque A est intègre, l'intersection est nulle si et seulement si I est un idéal propre (c'est-à-dire distinct de A).

## Démonstrations

### Démonstration du lemme
La démonstration ci-dessous est essentiellement celle de Bourbaki (due en fait à Cartier) et a été reprise par Lang.
Dans l'anneau de polynômes A[X], considérons la sous-A-algèbre
A étant noethérien, I est un idéal de type fini de A et B est une A-algèbre de type fini. C'est donc un anneau noethérien.
Notons
et définissons de même {\displaystyle N_{X}}. Ainsi, {\displaystyle N_{X}} est un sous-A[X]-module de {\displaystyle M_{X}}, en particulier un sous-B-module.
Définissons un autre sous-B-module de {\displaystyle M_{X}} :
Comme M est un A-module de type fini, {\displaystyle M'_{X}\,} est un B-module de type fini, donc noethérien. Le sous-B-module {\displaystyle M'_{X}\cap N_{X}} est donc engendré par un nombre fini de vecteurs. Soit k un entier majorant le degré en X de tous ces vecteurs. Alors,
{\displaystyle \oplus _{n\in \mathbb {N} }X^{n}((I^{n}M)\cap N)=M'_{X}\cap N_{X}=B{\Bigl (}\bigoplus _{j=0}^{k}X^{j}{\bigl (}(I^{j}M)\cap N{\bigr )}{\Bigr )},}
d'où, pour tout {\displaystyle n\geq k},
{\displaystyle I^{n}M\cap N=\sum _{j=0}^{k}I^{n-j}((I^{j}M)\cap N)=I^{n-k}\sum _{j=0}^{k}I^{k-j}((I^{j}M)\cap N)\subset I^{n-k}((I^{k}M)\cap N),}
ce qui donne l'inclusion dans un sens. Celle dans l'autre sens est immédiate.

### Démonstration du théorème
Notons {\displaystyle N=\cap _{n>0}I^{n}M}. Si un vecteur x de M est tel qu'il existe un élément α de I pour lequel (1-α)x=0 alors x=αnx pour tout entier n>0, donc x appartient à N. Pour la réciproque, remarquons que d'après le lemme, N=IN. Le lemme de Nakayama permet de conclure.